# Julian Michel
Pour les articles homonymes, voir Michel.
Julian Michel est un footballeur professionnel français, né le 19 février 1992 à Échirolles. Il joue au poste de milieu relayeur.

## Statistiques
| Saison                | Club                  | Championnat           | Championnat | Championnat | Coupe(s) nationale(s) | Coupe(s) nationale(s) | Total | Total |
| Saison                | Club                  | Division              | M.          | B.          | M.                    | B.                    | M.    | B.    |
| 2009-2010             | Louhans-Cuiseaux FC   | National              | 2           | 0           | 0                     | 0                     | 2     | 0     |
| 2011-2012             | LOSC Lille B          | CFA                   | 24          | 0           | 0                     | 0                     | 24    | 0     |
| 2012-2013             | LOSC Lille B          | Ligue 1               | 0           | 0           | 1                     | 0                     | 1     | 0     |
| 2013-2014             | Mouscron-Peruwelz     | Division 2            | 26          | 5           | 2                     | 1                     | 28    | 6     |
| 2014-2015             | Mouscron-Peruwelz     | Division 1            | 29          | 2           | 0                     | 0                     | 29    | 2     |
| 2015-2016             | Mouscron-Peruwelz     | Division 1            | 24          | 3           | -                     | -                     | 24    | 3     |
| 2016-2017             | Waasland-Beveren      | Division 1            | -           | -           | -                     | -                     | 0     | 0     |
| Total sur la carrière | Total sur la carrière | Total sur la carrière | 105         | 10          | 3                     | 1                     | 108   | 11    |